# Doris (planetoïde)
(48) Doris is een grote planetoïde in het buitenste deel van de planetoïdengordel tussen de banen van de planeten Mars en Jupiter. Met een gemiddelde diameter van ongeveer 221,8 km is Doris een van de grootste planetoïden in de planetoïdengrodel. De planetoïde beweegt in 5,49 jaar om de zon, in een licht ellipsvormige baan die ongeveer 6,5° helt ten opzichte van de ecliptica. De afstand tot de zon varieert tijdens een omloop tussen de 2,877 en 3,343 astronomische eenheden.

## Ontdekking en naamgeving
Doris werd op 19 september 1857 ontdekt door de Duitse astronoom Hermann Goldschmidt in Parijs. Goldschmidt had eerder al zeven andere planetoïden ontdekt en zou in totaal 24 planetoïden ontdekken. In 1857 ontdekte hij behalve Doris (44) Nysa, (45) Eugenia en (49) Pales.
Doris is genoemd naar Doris, een zeegodin of zeenimf uit de Griekse mythologie.

## Eigenschappen
Doris wordt door spectraalanalyse ingedeeld bij de C-type planetoïden, wat betekent dat ze een relatief laag albedo heeft en een donker oppervlak. C-planetoïden zijn rijk in organische verbindingen. Doris draait in iets minder dan 12 uur om haar eigen as.